# مارك جاني
مارك جاني (بالإنجليزية: Mark Janney)‏ هو لاعب كرة قدم بريطاني في مركز الوسط، ولد في 2 ديسمبر 1977 في رومفورد في المملكة المتحدة. شارك مع منتخب إنجلترا لكرة القدم C ‏. أما مع النوادي، فقد لعب مع توتنهام هوتسبير ونادي برينتفورد وهيبريدج سويفتس.

## وصلات خارجية
- مارك جاني على موقع قاعدة بيانات كرة القدم.إي يو (الإنجليزية)
- مارك جاني على موقع Soccerbase.com (لاعب) (الإنجليزية)